# Football Club Locarno 2011-2012
Questa voce raccoglie le informazioni riguardanti il Football Club Locarno nelle competizioni ufficiali della stagione 2011-2012.

## Stagione
Nella stagione 2011-2012 il Locarno, allenato da Davide Morandi, concluse il campionato di Challenge League al 9º posto. In Coppa Svizzera il Locarno fu eliminato al secondo turno dal Wil.

## Rosa
| N. |                       | Ruolo | Calciatore           |
| -- | --------------------- | ----- | -------------------- |
| 1  | Svizzera (bandiera)   | P     | Miodrag Mitrovič     |
| 1  | Svizzera (bandiera)   | P     | Ulisse Pelloni       |
| 2  | Croazia (bandiera)    | C     | Steven Petrovic      |
| 4  | Albania (bandiera)    | D     | Klodian Samina       |
| 5  | Svizzera (bandiera)   | D     | Saulo Decarli        |
| 6  | Thailandia (bandiera) | C     | Charyl Chappuis      |
| 7  | Svizzera (bandiera)   | C     | Carlo Polli          |
| 9  | Argentina (bandiera)  | A     | Nicolás Mazzola      |
| 10 | Argentina (bandiera)  | C     | Mariano Hassell      |
| 11 | Svizzera (bandiera)   | A     | Simone Rapp          |
| 13 | Svizzera (bandiera)   | D     | Bruno Martignoni     |
| 14 | Italia (bandiera)     | C     | Andrea Maccoppi      |
| 17 | Serbia (bandiera)     | C     | Aleksandar Milošević |

| N. |                     | Ruolo | Calciatore               |
| -- | ------------------- | ----- | ------------------------ |
| 18 | Croazia (bandiera)  | P     | Mario Lučić              |
| 19 | Albania (bandiera)  | A     | Armando Sadiku           |
| 20 | Italia (bandiera)   | D     | Luca Giaccari            |
| 20 | Italia (bandiera)   | C     | Daniel Carrara           |
| 21 | Svizzera (bandiera) | D     | Michele Monighetti       |
| 22 | Italia (bandiera)   | C     | Luca Spini               |
| 22 | Kosovo (bandiera)   | A     | Drilon Paçarizi          |
| 23 | Svizzera (bandiera) | D     | Vladan Milosevic         |
| 23 | Svizzera (bandiera) | D     | Daniel Panizzolo         |
| 25 | Svizzera (bandiera) | C     | Daniel Ünal              |
| 27 | Svizzera (bandiera) | C     | Miki Jovanov             |
| 30 | Uruguay (bandiera)  | D     | Pablo Caballero González |

## Organigramma societario
Area tecnica
- Allenatore: Davide Morandi
- Allenatore in seconda: Alan Gaggetta
- Preparatore dei portieri: Ivan Dellamora
- Preparatori atletici:

## Calciomercato

### Sessione estiva
| Acquisti | Acquisti         | Acquisti        | Acquisti |
| R.       | Nome             | da              | Modalità |
| -------- | ---------------- | --------------- | -------- |
| A        | Alessio Dell'Avo | Losone Sportiva |          |
| C        | Charyl Chappuis  | Grasshoppers    |          |
| A        | Enco Malindi     | Akademik Sofia  |          |
| D        | Bruno Martignoni | Cagliari        |          |
| D        | Daniel Panizzolo | Eupen           |          |
| P        | Ulisse Pelloni   | Team Ticino U18 |          |
| D        | Klodian Samina   | Vllaznia        |          |
| C        | Daniel Ünal      | Basilea         |          |

| Cessioni | Cessioni           | Cessioni   | Cessioni |
| R.       | Nome               | a          | Modalità |
| -------- | ------------------ | ---------- | -------- |
| C        | Stefano Milani     | Wil        |          |
| A        | Francisco Aguirre  | Mendrisio  |          |
| D        | Issaga Diallo      | Servette   |          |
| C        | Mirko Facchinetti  | Bellinzona |          |
| C        | Antonio Marchesano | Bellinzona |          |
| C        | Fulvio Sulmoni     | Chiasso    |          |

### Sessione invernale
| Acquisti | Acquisti        | Acquisti        | Acquisti |
| R.       | Nome            | da              | Modalità |
| -------- | --------------- | --------------- | -------- |
| C        | Carlo Polli     | Ħamrun Spartans |          |
| A        | Nicolás Mazzola | Independiente   |          |
| A        | Drilon Paçarizi | Étoile Carouge  |          |

| Cessioni | Cessioni         | Cessioni        | Cessioni |
| R.       | Nome             | a               | Modalità |
| -------- | ---------------- | --------------- | -------- |
| A        | Enco Malindi     | Kamza           |          |
| A        | Alessio Dell'Avo | Losone Sportiva |          |

## Risultati

### Challenge League

#### andata
| Arbitro: | Jancevski |

|                                                 |           |                 |
| Renfer 24’, 55’ Bijelić 36’ Romero 61’ Alex 89’ | Marcatori | 27’, 90’ Sadiku |

| Arbitro: | Klossner |

|             |           |           |
| Malindi 37’ | Marcatori | 70’ Baldo |

| Arbitro: | Hänni |

|  |           |                                         |
|  | Marcatori | 5’ Ciarrocchi 52’ Riedle 76’ Marchesano |

| Arbitro: | Huwiler |

|                        |           |             |
| Allali 60’ Germann 83’ | Marcatori | 42’ Hassell |

| Arbitro: | Fähndrich |

|                            |           |  |
| Sadiku 9’, 37’ Hassell 27’ | Marcatori |  |

| Arbitro: | Jancevski |

|                                                              |           |  |
| Regazzoni 45’ Owona 70’ Valente 83’ Montandon 85’ Sutter 90’ | Marcatori |  |

| Arbitro: | Winter |

|                               |           |                                |
| Hassell 46’ Sadiku 86’ (rig.) | Marcatori | 29’ (rig.) Andreu 44’ Besseyre |

| Arbitro: | Erlachner |

|                         |           |             |
| Sadiku 16’ Dell'Avo 79’ | Marcatori | 90’ Merenda |

| Arbitro: | San |

|                   |           |             |
| Samina 82’ (aut.) | Marcatori | 26’ Hassell |

| Arbitro: | Zimmermann |

|            |           |                                  |
| Sadiku 87’ | Marcatori | 35’ Fischer 89’ Tadić 90’ Shalaj |

| Arbitro: | Wermelinger |

|  |           |            |
|  | Marcatori | 65’ Sadiku |

| Arbitro: | Amhof |

|                         |           |               |
| Sadiku 9’ Caballero 78’ | Marcatori | 69’ Šabanović |

| Arbitro: | Winter |

|             |           |                           |
| Jahović 82’ | Marcatori | 25’ Chappuis 66’ Maccoppi |

| Arbitro: | Erlachner |

|            |           |            |
| Sadiku 82’ | Marcatori | 40’ Benito |

| Winterthur 13 novembre 2011, ore 14:30 CET 15ª giornata | Winterthur | 0 – 0 referto | Locarno | Stadion Schützenwiese (1 600 spett.)\| Arbitro: \| Pache \| |
| Arbitro:                                                | Pache      |               |         |                                                             |

#### Ritorno
| Arbitro: | Pache |

|            |           |          |
| Sadiku 90’ | Marcatori | 43’ Pasi |

| Arbitro: | Graf |

|                      |           |  |
| Sara 26’ Merenda 31’ | Marcatori |  |

| Arbitro: | Fähndrich |

|  |           |                                                                        |
|  | Marcatori | 58’ Chappuis 69’, 72’ (rig.) Hassell 78’ Milosevic 86’ Sadiku 90’ Rapp |

| Arbitro: | Jancevski |

|             |           |                |
| Paçarizi 2’ | Marcatori | 77’ Kuzmanovic |

| Arbitro: | Schärer |

|                                            |           |               |
| Staubli 4’ Gashi 19’, 58’ (rig.) Garat 24’ | Marcatori | 79’ Caballero |

| Arbitro: | Carrell |

|                           |           |  |
| Riedle 10’ Ciarrocchi 29’ | Marcatori |  |

| Arbitro: | Winter |

|                        |           |  |
| Sadiku 64’ (rig.), 71’ | Marcatori |  |

| Arbitro: | Gremaud |

|                            |           |  |
| Milosevic 23’ Paçarizi 73’ | Marcatori |  |

| Arbitro: | San |

|           |           |                                                         |
| Hélin 90’ | Marcatori | 9’ Decarli 32’ Milosevic 74’ Sadiku 84’ Rapp 88’ Samina |

| Arbitro: | Huwiler |

|                             |           |  |
| Sadiku 14’, 49’, 83’ (rig.) | Marcatori |  |

| Arbitro: | Graf |

|                   |           |                   |
| Senger 67’ (rig.) | Marcatori | 90’ (rig.) Sadiku |

| Arbitro: | Bieri |

|            |           |             |
| Ramizi 72’ | Marcatori | 87’ Carrara |

| Arbitro: | Gremaud |

|  |           |                        |
|  | Marcatori | 40’ Scarione 82’ Nushi |

| Arbitro: | Marri |

|                        |           |             |
| Paçarizi 55’ Polli 73’ | Marcatori | 29’ Jahović |

| Arbitro: | Fähndrich |

|                |           |                              |
| Pacar 48’, 55’ | Marcatori | 6’ Mazzola 19’, 53’ Paçarizi |

### Coppa Svizzera
| 16 settembre 2011, ore 19:30 CEST Primo turno | Hergiswil | 1 – 3 | Locarno |  |

| 16 ottobre 2011, ore 16:00 CEST Secondo turno | Locarno | – | Wil |  |

## Statistiche

### Statistiche di squadra
| Competizione     | Punti | In casa | In casa | In casa | In casa | In casa | In casa | In trasferta | In trasferta | In trasferta | In trasferta | In trasferta | In trasferta | Totale | Totale | Totale | Totale | Totale | Totale | DR |
| Competizione     | Punti | G       | V       | N       | P       | Gf      | Gs      | G            | V            | N            | P            | Gf           | Gs           | G      | V      | N      | P      | Gf     | Gs     | DR |
| ---------------- | ----- | ------- | ------- | ------- | ------- | ------- | ------- | ------------ | ------------ | ------------ | ------------ | ------------ | ------------ | ------ | ------ | ------ | ------ | ------ | ------ | -- |
| Challenge League | 45    | 15      | 7       | 5       | 3       | 23      | 17      | 15           | 5            | 4            | 6            | 24           | 27           | 30     | 12     | 9      | 9      | 47     | 44     | +3 |
| Coppa Svizzera   | -     | 0       | 0       | 0       | 0       | 0       | 0       | 1            | 1            | 0            | 0            | 3            | 1            | 1      | 1      | 0      | 0      | 3      | 1      | +2 |
| Totale           | 45    | 15      | 7       | 5       | 3       | 23      | 17      | 16           | 6            | 4            | 6            | 27           | 28           | 31     | 13     | 9      | 9      | 50     | 45     | +5 |

### Andamento in campionato
| Giornata  | 1  | 2  | 3  | 4  | 5  | 6  | 7  | 8  | 9  | 10 | 11 | 12 | 13 | 14 | 15 | 16 | 17 | 18 | 19 | 20 | 21 | 22 | 23 | 24 | 25 | 26 | 27 | 28 | 29 | 30 |
| --------- | -- | -- | -- | -- | -- | -- | -- | -- | -- | -- | -- | -- | -- | -- | -- | -- | -- | -- | -- | -- | -- | -- | -- | -- | -- | -- | -- | -- | -- | -- |
| Luogo     | T  | C  | C  | T  | C  | T  | C  | C  | T  | C  | T  | C  | T  | C  | T  | C  | T  | T  | C  | T  | T  | C  | C  | T  | C  | T  | T  | C  | C  | T  |
| Risultato | P  | N  | P  | P  | V  | P  | N  | V  | N  | P  | V  | V  | V  | N  | N  | N  | P  | V  | N  | P  | P  | V  | V  | V  | V  | N  | N  | P  | V  | V  |
| Posizione | 16 | 15 | 16 | 16 | 14 | 15 | 14 | 10 | 11 | 13 | 12 | 9  | 8  | 9  | 9  | 10 | 10 | 10 | 10 | 10 | 10 | 10 | 10 | 10 | 9  | 9  | 9  | 9  | 9  | 9  |

Legenda:

Luogo: C = Casa; T = Trasferta. Risultato: V = Vittoria; N = Pareggio; P = Sconfitta.

### Statistiche dei giocatori
| P. Caballero  | 25 | 2  | 3 | 1 |
| D. Carrara    | 10 | 1  | 5 | 0 |
| C. Chappuis   | 26 | 2  | 5 | 0 |
| S. Decarli    | 30 | 1  | 0 | 0 |
| A. Dell'Avo   | 8  | 1  | 1 | 0 |
| L. Giaccari   | 0  | 0  | 0 | 0 |
| M. Hassell    | 18 | 6  | 1 | 0 |
| M. Jovanov    | 2  | 0  | 0 | 0 |
| M. Lučić      | 9  | 0  | 0 | 0 |
| A. Maccoppi   | 27 | 1  | 7 | 1 |
| E. Malindi    | 11 | 1  | 1 | 0 |
| B. Martignoni | 24 | 0  | 7 | 0 |
| N. Mazzola    | 8  | 1  | 1 | 0 |
| S. Milani     | 6  | 0  | 2 | 0 |
| V. Milosevic  | 18 | 3  | 0 | 0 |
| A. Milošević  | 3  | 0  | 0 | 0 |
| M. Mitrovič   | 21 | 0  | 1 | 0 |
| M. Monighetti | 13 | 0  | 4 | 0 |
| D. Panizzolo  | 19 | 0  | 5 | 0 |
| D. Paçarizi   | 15 | 5  | 0 | 0 |
| U. Pelloni    | 0  | 0  | 0 | 0 |
| S. Petrovic   | 7  | 0  | 0 | 0 |
| C. Polli      | 9  | 1  | 5 | 0 |
| S. Rapp       | 23 | 2  | 1 | 0 |
| A. Sadiku     | 27 | 19 | 3 | 0 |
| K. Samina     | 24 | 1  | 5 | 0 |
| L. Spini      | 16 | 0  | 4 | 0 |
| A. Touré      | 8  | 0  | 0 | 0 |
| D. Ünal       | 12 | 0  | 5 | 0 |